# Jängänjärvi
Jängänjärvi är en sjö i Finland. Den ligger i kommunen Perho i landskapet Mellersta Österbotten, i den centrala delen av landet, 300 km norr om huvudstaden Helsingfors. Jängänjärvi ligger 171,9 meter över havet. Arean är 1,58 kvadratkilometer och strandlinjen är 14,17 kilometer lång. Sjön  ingår i Perho å huvudavrinningsområde. 